# Wembach
Wembach è un comune tedesco di 334 abitanti, situato nel land del Baden-Württemberg.